# Minutatore
Il minutatore è colui che si occupa di annotare, minuto per minuto, quello che accade durante un programma televisivo. In particolare si minutano i programmi più interessanti a livello di ascolti televisivi, ovvero quelli del prime time.

## Il lavoro del minutatore
Il minutatore usa un foglio elettronico dove per ogni minuto di trasmissione (comprese le pubblicità) scrive un breve riassunto di quello che succede. È fondamentale che l'orologio del minutatore sia sincronizzato perfettamente con l'ora ufficiale (si prende come riferimento l'ora del televideo).
I dati raccolti dal minutatore vengono poi confrontati dalle reti televisive con i dati  dell'auditel per ottenere informazioni più dettagliate sul gradimento da parte del pubblico o sull'impatto di alcune pubblicità sull'audience.

## Esempio di minutaggio
|       | Otto e mezzo                                                                                              |
| 20:30 | / PUBB. SUBARU FORESTER 200 / CASTELLINO / ALFA 159 ALFAROMEO                                             |
| 20:31 | / PUBB. ALFA 159 ALFAROMEO / GORGONZOLA / RISOCHEF STAR / FIAT                                            |
| 20:32 | / PUBB. FIAT / JAEGERMEISTER / CONAD / NERO PERUGINA                                                      |
| 20:33 | / PUBB. NERO PERUGINA / FIDITALIA / NEW YPSILON LANCIA / SAN BENEDETTO / SMEG                             |
| 20:34 | Sponsor Autocar, Mastercard. inizio:”Otto e mezzo”Sigla. Ferrara annuncia Calderoli                       |
| 20:35 | Ferrara ricorda al pubblico la storia del partito della Lega in Italia STUDIO                             |
| 20:36 | Ferrara riassume il litigio tra Calderoli ed il presidente della repubblica Napolitano                    |
| 20:37 | Calderoli spiega quale sono state le sue parole riguardo alla discussione con Napolitano                  |
| 20:38 | Secondo Calderoli, Napolitano è sempre stata una persona tendente al compromesso                          |
| 20:39 | La situazione critica in cui versa Napoli viene illustrata da Calderoli                                   |
| 20:40 | Calderoli espone quale è la linea che la Lega vuole adottare                                              |
| 20:41 | La Armeni chiede il parere di Calderoli sulla scuola islamica di Milano                                   |
| 20:42 | Ferrara interrompe il discorso di Calderoli per parlare di integrazione                                   |
| 20:43 | Il problema della integrazione viene trattato da Ferrara che chiede spiegazioni a Calderoli               |
| 20:44 | Calderoli espone la sua opinione sulla integrazione ed il rispetto della legge                            |
| 20:45 | La Armeni ricorda il numero delle ore di religione islamica nella scuola di Milano                        |
| 20:46 | Calderoli ha uno scambio di opinioni con la Armeni sulla scuola islamica                                  |
| 20:47 | Ferrara chiede a Calderoli una spiegazione ulteriore sulla sua opinione                                   |
| 20:48 | La Armeni non si trova d'accordo con l'opinione di Calderoli                                              |
| 20:49 | Calderoli afferma che secondo il suo pensiero ogni islamico è un possibile terrorista                     |
| 20:50 | Ferrara espone la sua posizione e Calderoli interviene con un atteggiamento contrario                     |
| 20:51 | Il termine islamofobia viene spiegato da Ferrara che chiede il parere di Calderoli                        |
| 20:52 | Calderoli afferma che secondo lui bisogna prediligere il cattolici piuttosto che l'islamico nella società |
| 20:53 | Secondo la Armeni la posizione di Calderoli è l'atra faccia del fondamentalismo                           |
| 20:54 | Calderoli dà ragione alla Armeni e ritiene che la sua opinione è supportata dai fatti                     |
| 20:55 | Ferrara riporta una frase di Calderoli e gli chiede di spiegarla ulteriormente                            |
| 20:56 | Calderoli spiega il suo timore per cui ogni giorno qualche islamico può minacciare il resto del mondo     |
| 20:57 | la Armeni chiede a Calderoli di definire la situazione della Casa delle libertà                           |
| 20:58 | Calderoli espone la situazione della Casa delle libertà dalla sconfitta ad oggi                           |
| 20:59 | La diserzioni dei parlamentari della case delle libertà viene spiegata da Calderoli                       |
| 21:00 | Calderoli sostiene che non vuole abrogare il referendum                                                   |
| 21:01 | Ferrara saluta il pubblico. Sponsor Autocar, Mastercard. / PUBB. CROZZA ITALIA                            |
| 21:02 | / PUBB. CROZZA ITALIA / VIVIDENT XILIT / OPEL MERIVA / Bacio perugina                                     |
| 21:03 | / PUBB. BACIO PERUGINA / EUPHRIA KELVIN KLEIN / FIAT PUNTO                                                |
| 21:04 | / PUBB. FIAT PUNTO / GORGONZOLA / BANCA CREDITO COOPERATIVO / VODAFONE CASA FASTWEB                       |
| 21:05 | / PUBB. VODAFONE CASA FASTWEB / FERNET BRANCA / PROFESSIONE CASA / SMEG. Sponsor Autocar                  |
| 21:06 | INIZIO:”Crozza Italia”. Sigla. Crozza ed Elio eseguono una canzone PERFORMANCE MUSICALE                   |
| 21:07 | Elio e Crozza eseguono il pezzo musicale accompagnati dalla band                                          |
| 21:08 | Dopo che Crozza ha annunciato la presenza di Marco Re continua la canzone                                 |
| 21:09 | Elio saluta Crozza che comincia il suo monologo SKETCH                                                    |
| 21:10 | Crozza parla della finanziaria di Prodi commentata da Fassino                                             |
| 21:11 | La situazione politica dell'Italia viene ironizzata e commentata da Crozza                                |
| 21:12 | Crozza scherza sull'incidente al menisco di Berlusconi e gli fa gli auguri di guarigione                  |
| 21:13 | L'editoriale di Ivan Scalfarotto viene annunciato da Crozza suo discorso                                  |
| 21:14 | I ministri dell'unione ultra settantenni vengono scherniti da Scalfarotto COLLEGAMENTO ESTERNO            |
| 21:15 | Scalfarotto continua la sua dissertazione satirica sulla politica contemporanea                           |
| 21:16 | La situazione universitaria viene esposta da Scalfarotto                                                  |
| 21:17 | Scalfarotto spiega le leggi fatte da Zapatero e dai ministri donne                                        |